# 373 TCN
373 TCN là một năm trong lịch La Mã.